# Wuvulu
Wuvulu is een eiland in Papoea-Nieuw-Guinea. Het is 13,2 km² groot en steekt nauwelijks boven de zeespiegel uit. Het enige zoogdier dat er voorkomt is de geïntroduceerde koeskoes Spilocuscus kraemeri, hoewel dat niet helemaal zeker is. Wuvulu is ook de naam van een lokale taal.